# Laketown
Laketown é uma cidade  localizada no estado norte-americano de Utah, no Condado de Rich.

## Demografia
Segundo o censo norte-americano de 2000, a sua população era de 188 habitantes.
Em 2006, foi estimada uma população de 181, um decréscimo de 7 (-3.7%).

## Geografia
De acordo com o United States Census Bureau tem uma área de
2,6 km², dos quais 2,6 km² cobertos por terra e 0,0 km² cobertos por água. Laketown localiza-se a aproximadamente 1821 m acima do nível do mar.

## Localidades na vizinhança
O diagrama seguinte representa as localidades num raio de 36 km ao redor de Laketown.